# Leonidas Leyton
Leonidas Leyton Leyton (Los Ángeles, 5 de abril de 1897-Santiago, 28 de julio de 1981) fue un profesor de Estado y político chileno, miembro del Partido Demócrata. Se desempeñó como ministro del Trabajo durante el gobierno del presidente radical Juan Antonio Ríos entre abril y octubre de 1942. Luego, ejerció como alcalde de la comuna de Valparaíso entre 1947 y 1952.

## Familia y estudios
Nació en Los Ángeles (Chile), el 5 de abril de 1897; hijo de José Leyton y Margarita Leyton. Realizó sus estudios primarios y secundarios en el Liceo de Los Ángeles y en la Escuela Normal de Curicó, y los superiores en el Instituto de Educación Física de Santiago; desde donde se tituló de profesor normalista en 1915, y de profesor de Estado en trabajos manuales en 1922.
Se desempeñó como visitador de liceos y visitador general de educación secundaria hasta 1942. Ejerció como profesor primario, y luego fue docente del Instituto Nacional, en Santiago. Trabajó también una chacra de su propiedad, en la comuna de Lo Espejo, dedicada a la arboricultura.
Se casó con Bertina Corvalán, con quien tuvo tres hijas.

## Carrera política
Militó en el Partido Demócrata, siendo secretario general de la colectividad y director general desde 1934. En las elecciones parlamentarias de 1930, fue elegido como diputado por la Vigesimocuarta Circunscripción Departamental (correspondiente a los departamentos de Ancud, Castro y Quinchao), por el período legislativo 1930-1934. Durante su gestión integró la Comisión Permanente de Educación Pública. Sin embargo no logró finalizar su periodo parlamentario debido a que el Congreso Nacional fue disuelto tras el golpe de Estado del 4 de junio de 1932 que derrocó al gobierno del radical Juan Esteban Montero.
Años más tarde fue nombrado como ministro del Trabajo, por el presidente radical Juan Antonio Ríos, cargo que ejerció entre el 2 de abril y el 21 de octubre de 1942.
Posteriormente, fue elegido como alcalde de la Municipalidad de Valparaíso, durante dos períodos consecutivos entre 1947 y 1952. Tras dejar la alcaldía se dedicó, con sus socios, Luis Maldonado y José Palacios, a la construcción de edificios de departamento, parcelaciones y poblaciones.
Desde 1962 fue subgerente del Edificio Olivari S.A y de la Liga Marítima de Chile. Entre otras actividades, fue miembro de la Sociedad Nacional de Profesores (SNP), de las Colonias Escolares Domingo Villalobos, y socio del Club de Valparaíso.
Falleció en Santiago de Chile, el 28 de julio de 1981.